# Jan Bauer
Jan Roch Bauer (ur. 16 sierpnia 1904 w Szafałdzie, zm. 18 stycznia 1940 w Sachsenhausen) – polski nauczyciel, działacz społeczny na Pomorzu.

## Życiorys

### Dzieciństwo i młodość
Urodził się w polskiej rodzinie rolniczej w Szafałdzie (od 1946 Unieszewo). Jego młodość przypadła na okres rozkwitu polskiego ruchu na Warmii, w które to działania angażowała się jego rodzina. Po ukończeniu szkoły ludowej w Unieszewie, ukończył kurs polonistyczny w Olsztynie. W 1921 wyjechał do Lubawy, gdzie podjął naukę w polskim Seminarium Nauczycielskim. W trakcie nauki w seminarium wstąpił do Związku Harcerstwa Polskiego w Niemczech. Po uzyskaniu dyplomu, w 1926 otrzymał posadę nauczyciela w kaszubskiej wsi Łęczyca.
Po dwóch latach pracy w Łęczycy oddelegowano go do dyspozycji Polskiego Towarzystwa Szkolnego w Niemczech, które z dniem 1 lipca 1928 oddelegowało go do pracy w Towarzystwie Szkolnym w Złotowie. Po konflikcie z prezesem Związku Polaków w Niemczech już po dwóch tygodniach zakończył pracę w miejscowości i od 15 lipca rozpoczął pracę w Bytowie, jako kierownik Polskich Towarzystw Szkolnych na rejencję koszalińską.

### Działalność propolska na Ziemi Bytowskiej
Po przybyciu na Ziemię Bytowską Bauer zaangażował się w krzewienie polskości wśród miejscowej ludności – odwiedzał polskie rodziny, tłumaczył zadania polskiego szkolnictwa, przekonywał do posługiwania się na co dzień polską mową oraz organizował kolejne koła Związku Polaków. Jednocześnie wzbudzał coraz większe zainteresowanie władz niemieckich, co doprowadziło do jego aresztowania w 1929 roku, wraz z kilkoma innymi działaczami polskimi, pod fałszywym zarzutem szpiegostwa na rzecz Polski. W połowie tego samego roku, m.in. dzięki jego zaangażowaniu, powstały pierwsze cztery prywatne polskie szkoły na Kaszubach. Ich powstanie doprowadziło do zorganizowania polskich kół młodzieżowych, które miały istotny wpływ na rozwój polskiej kultury. W listopadzie 1929 startował w wyborach do Kreistagu (rady powiatu), z listy polskiej.
Zaangażowanie Bauera sprawiło, że stał się czołową postacią ruchu polskiego na Ziemi Bytowskiej, co w niedługim czasie poskutkowało objęciem przez niego kolejnych funkcji – sekretarza Związku Polaków oraz koordynatora kół młodzieżowych. Zdając sobie sprawę z konieczności wykształcenia następców kadry nauczycieli, doprowadził do przeszkolenia miejscowej młodzieży na Uniwersytecie Ludowym w Dalkach k. Gniezna, dzięki czemu jedenaścioro młodych Kaszubów z powiatu bytowskiego zostało nauczycielami. W 1930 z jego inicjatywy została reaktywowana Kasa Polska w Bytowie, w której został członkiem zarządu.
W 1931 władze niemieckie w Bytowie i Koszalinie starały się skompromitować Bauera i odsunąć od dotychczasowej działalności. Występując jako świadek w procesie kaszubskiej rodziny, został oskarżony o krzywoprzysięstwo i aresztowany. W trakcie procesu, który stał się atakiem na polskich działaczy społecznych i organizacje polonijne, sąd orzekł winę Bauera i skazał na rok więzienia. Podczas sprawy Bauera bronił Paweł Kwoczek. Zanim w październiku 1932 wyszedł na wolność, władze niemieckie zdążyły zdecydowanie ograniczyć działalność Związku Polskich Towarzystw Szkolnych oraz odebrać uprawnienia kilku polskim nauczycielom.

### Działalność na terenie III Rzeszy
Działania niemieckich władz sprawiły, że Bauer nie mógł powrócić do swoich zajęć na ziemiach bytowskich po odbyciu kary więzienia. Początkowo wyjechał do Kolna, gdzie uczył dzieci polskich emigrantów. Potem znalazł się w Dreźnie, gdzie organizował kursy dokształcające dla dzieci polskich robotników rolnych. W Saksonii kontynuował działania integrujące Polaków oraz zaszczepiające w nich patriotyzm. Tym samym ponownie stał się obiektem zainteresowania lokalnych władz oraz policji politycznej Gestapo. Działania Niemców zmusiły go do kolejnej zmiany miejsca pracy, więc Bauer kolejno trafiał w kolejne miejsca, gdzie kształcił Polaków. Ostatecznie osiadł w Berlinie, gdzie uczył języka polskiego na kursach dla dorosłych.
Zbliżająca się wojna nasiliła prześladowania polskich działaczy w Niemczech, czego skutkiem było aresztowanie Bauera w sierpniu 1939 przez Gestapo. Trafił do obozu koncentracyjnego w Sachsenhausen.

### Pobyt w Sachsenhausen i śmierć
W Sachsenhausen przydzielono mu numer obozowy 2797. Podczas pobytu w obozie strażnicy SS wielokrotnie torturowali Bauera, odgrywając się na nim za jego działalność na rzecz krzewienia polskości. Kilka miesięcy po wybuchu wojny, 18 stycznia 1940, Bauer został zamordowany przez oprawców z SS.
Za wybitne zasługi w pracy narodowej, społecznej i kulturalno-oświatowej na Warmii i Mazurach, uchwałą Prezydium Krajowej Rady Narodowej z dnia 29 maja 1946 został pośmiertnie odznaczony Krzyżem Grunwaldu III klasy. Odznaczenie złożono na ręce jego matki.